# 喜乐镇英雄
《喜乐镇英雄》（英語：Higglytown Heroes）是於2004年由Wild Brain制作的美国3D动画儿童电视节目，在迪士尼频道播放，动画的人物形象类似俄罗斯娃娃。剧情里，几个主角孩子，从生活中学习如何靠团队精神来解决难题和友谊的可贵。而他们的宠物松鼠Fran会教他们认识各种职业。